# Hope, Novi Meksiko
Hope je selo u okrugu Eddyju u američkoj saveznoj državi Novom Meksiku. 

## Zemljopis
Nalazi se na  32°48′43″N 104°44′01″W / 32.811916°N 104.733565°W.Prema Uredu SAD-a za popis stanovništva, zauzima 3,0 km2 površine, sve suhozemne.

## Stanovništvo
Prema podatcima popisa 2000. u Hopeu bilo je 107 stanovnika, 45 kućanstava i 27 obitelji, a stanovništvo po rasi bili su 77,57% bijelci, 0,93% afroamerikanci, 4,67% ostalih rasa, 16,82% dviju ili više rasa. Hispanoamerikanaca i Latinoamerikanaca svih rasa bilo je 16,82%.